# Parc Nacional de Talassemtane
El Parc Nacional de Talassemtane (àrab: منتزه تلاسمطان الوطني, Mutannazah Talāsamṭān al-Waṭanī; amazic: ⴰⴼⵔⴰⴳ ⴰⵏⴰⵎⵓⵔ ⵏ ⵜⴰⵍⴰⵙⵎⵟⴰⵏ) és un parc nacional que s'estén sobre una dorsal calcària al Rif centreoccidental, al nord del Marroc, sobre una superfície de 58.000 ha.
Es tracta d'un territori singular per la bellesa excepcional dels seus paisatges i per la seva gran biodiversitat. Es troba prop de la ciutat de Xauen. Presenta precipitacions anuals que oscil·len entre els 500 mm a les valls orientals fins als més de 2.000 mm sobre les muntanyes més elevades, abastant els pisos bioclimàtics termomediterrani, mesomediterrani, supramediterrani i oromediterrani.
El parc conté 747 espècies vegetals diferents, de les quals 47 són endèmiques del Marroc, 27 són endemismes iberoafricans i 9 són endemismes algerianomarroquins. Les espècies vegetals presents pertanyen al bosc mediterrani, i entre elles es poden destacar: el pinsapo, el cedre de l'Atles, el teix, la surera, l'alzina, la teva de Barbaria o araar, el boix balear, l'ullastre, l'aladern de fulla ampla, el llentiscle, el margalló, l'arboç, així com tres espècies de pins, el pi blanc, el pinastre i la pinassa i, en algunes zones més humides, el lloro i el llorer. Entre la fauna destaca la presència del mico de Barbaria.